# Katarzyna Klepacz
Katarzyna Klepacz (Starachowice, 19 de agosto de 1977) es una deportista polaca que compite en tiro, en la modalidad de pistola. Ganó una medalla de bronce en el Campeonato Mundial de Tiro de 2022, en la prueba de pistola 50 m mixto.

## Palmarés internacional
| Campeonato Mundial | Campeonato Mundial | Campeonato Mundial | Campeonato Mundial |
| Año                | Lugar              | Medalla            | Prueba             |
| ------------------ | ------------------ | ------------------ | ------------------ |
| 2022               | El Cairo (Egipto)  | Medalla de bronce  | Pistola 50 m mixto |